# Антоние Попхристич
Антоние Попхристич (на сръбски: Антоније Поп Христић) е македонски сърбоманин, дипломат, юрист, директор, деец на Сръбската пропаганда в Македония.

## Биография
Роден е на 11 януари 1871 година в южномакедонския град Енидже Вардар, тогава в Османската империя, днес в Гърция. Завършва правен факултет в Белград през 1896 година. Продължава образованието си в Женева и прави докторантура в Брюксел. Началник е на гимназиите в Солун и Скопие (1896 - 1897) и преподавател в Солунската сръбска гимназия между 1899 и 1900 година. Писар е последователно в сръбските посолства в Атина (1903 - 1904) и Цариград (1904 - 1906), в Битолското консулство (1906) и в МВнР (1906 - 1909). Пенсионира се през 1909 година, но отново е секретар в МВнР между 1910 и 1913 година. По време на Първата световна война работи в генералното консулство в Солун (1917 - 1919).
Умира в Белград на 17 ноември 1950 година.